# Adenophorus
Adenophorus es un género de helechos perteneciente a la familia  Polypodiaceae. Es originario de las Islas Hawái.

## Taxonomía
Adenophorus fue descrito por Charles Gaudichaud-Beaupré y publicado en Annales des Sciences Naturelles (Paris) 3: 508. 1824.

## Especies
Especies incluidas:
- Adenophorus abietinus
- Adenophorus epigaeus
- Adenophorus haalilioanus
- Adenophorus hymenophylloides
- Adenophorus montanus
- Adenophorus oahuensis
- Adenophorus periens
- Adenophorus pinnatifidus
- Adenophorus tamariscinus
- Adenophorus tripinnatifidus